# Hello, Goodbye/I Am the Walrus
Hello, Goodbye/I Am the Walrus è un singolo discografico dei Beatles pubblicato nel 1967.

## Tracce
Testi e musiche di John Lennon e Paul McCartney.
1. Hello, Goodbye – 3:27
2. I Am the Walrus – 4:36

### Edizioni
- UK: Parlophone / R-5655
- USA: Capitol Records / 2056
- Italia: Parlophone / QMSP16415
- Germania: Odeon / O 23 660
- Spagna: Odeon / DSOL 66.082
- Francia: Odeon - EMI / FO 106
- Australia: Parlophone / A-8273

## Brani

### Hello, Goodbye

#### Storia
Fu composta principalmente da Paul McCartney, anche se fu attribuita alla coppia Lennon/McCartney.
Fu stampato e distribuito in occasione delle festività natalizie del 1967.
L'origine della canzone è piuttosto particolare: Alistair Taylor, collaboratore di Brian Epstein, chiese a McCartney di spiegargli quale prassi seguisse nel comporre le sue canzoni; come risposta, Paul lo invitò nella sua camera per fornirgli una dimostrazione pratica. A questo punto, Paul, mentre accennò la melodia sulle tastiere di un harmonium chiese a Taylor di enunciare una serie di parole contrarie a quella che avrebbe detto lui. Così nacque l'abbozzo della canzone. Il titolo originario assegnato al brano fu Hello Hello.
Il singolo fu al centro di una disputa tra John Lennon e la coppia McCartney-George Martin, perché Lennon invocava per la sua canzone I Am the Walrus il lato A, ritenendola più innovativa e più gradita ai giovani consumatori di musica, mentre gli altri
due sostenevano la tesi che Hello, Goodbye fosse un brano più commerciale e più adatto per un grande consenso; i fatti diedero ragione a McCartney e a George Martin.

#### Testo e significato
Il testo è entrato nell'immaginario collettivo come parte della Leggenda della morte di Paul McCartney. Nel testo si è voluto leggere una sorta di sberleffo di Campbell, l'ex poliziotto rassomigliante a McCartney che avrebbe preso il posto del "Beatle" defunto, a Paul nelle parole "you say goodbye, I say hello" ("tu dici addio, io dico ciao", come a dire: "esci tu, entro io").

#### Cover
- Amy Lee ne ha registrato una cover contenuta nell'album Dream Too Much, 2016.
- Nel 2014 una reinterpretazione del brano ad opera dei The Cure con la partecipazione di James McCartney, figlio di Paul, venne inserita nel tribute album The Art of McCartney.
- Lea Michele e Cory Monteith del cast di Glee hanno registrato una cover della canzone nella prima stagione dello show.

## Accoglienza
La canzone fu un enorme successo in Gran Bretagna dove raggiunse il primo posto in classifica il giorno 1º dicembre e lo conservò per ben sette settimane.
L'accoglienza fu ottima anche negli Stati Uniti dove il disco toccò il vertice della classifica il 30 dicembre e lo mantenne per tre settimane, in Olanda per quattro settimane dal 2 dicembre, in Norvegia per cinque settimane ed in Germania e la seconda posizione in Svizzera ed Austria.
In Italia il pubblico, invece, si mostrò tiepido nei confronti della canzone che non andò oltre l'undicesimo posto delle Hit Parade nostrane, con una permanenza di sei settimane.

## Formazione
- Paul McCartney — voce, basso, pianoforte, bonghi, congas
- John Lennon — cori, organo Hammond, chitarra solo
- George Harrison — cori, chitarra elettrica
- Ringo Starr — batteria, maracas, tamburello

Altri musicisti e crediti
- Kenneth Essex — viola
- Leo Birnbaum — viola
- George Martin — produttore
- Ken Scott — ingegnere del suono